# Championnats d'Asie de VTT 2018
Navigation
Édition précédente Édition suivante
Les Championnats d'Asie de VTT 2018 ont lieu du 2 au 6 mai 2018, à Danao City aux Philippines.

## Résultats

### Cross-country
| Épreuves               | Or                                                       | Argent                                                                              | Bronze |
| ---------------------- | -------------------------------------------------------- | ----------------------------------------------------------------------------------- | --- |
| Hommes élites          | Kohei Yamamoto                                           | Faraz Shokri                                                                        | Seiya Hirano |
| Hommes moins de 23 ans | Lyu Xianjing                                             | Chen Mingrun                                                                        | Mino Kim |
| Hommes juniors         | Yuan Jinwei                                              | Chun Seong-hun                                                                      | Bolat Niyazov                                                                                                   |
| Femmes élites          | Li Hongfeng                                              | Hang Minyan                                                                         | Faranak Parto Azar                                                                                              |
| Femmes moins de 23 ans | Ariana Dormitorio                                        | Natalie Panyawan                                                                    | Nur Deena Safia Nor Effandy                                                                                     |
| Femmes juniors         | Urara Kawaguchi                                          | Zhifan Wu                                                                           | Akari Kobayashi                                                                                                 |
| Relais mixte           | Chine Li Hongfeng Wang Zhen Ma Hao Yuan Jinwei Wu Zhifan | Japon Ari Hirabayashi Akari Kobayashi Koutarou Murakami Kohei Maeda Urara Kawaguchi | Philippines Edmhel John Flores Ariana Thea Patrice Dormitorio Avegail Rombaon Jake Aldrin Rivera Jericho Rivera |

### Descente
| Épreuves | Or                  | Argent                  | Bronze                |
| -------- | ------------------- | ----------------------- | --------------------- |
| Hommes   | Chiang Sheng Shan   | Suebsakun Sukchanya     | Kazuki Shimizu        |
| Femmes   | Vipavee Deekaballes | Chatkamnoed Siraphatson | Tiara Andini Prastika |